# Église Saint-Jacques de Canet-en-Roussillon
L'église Saint-Jacques de Canet-en-Roussillon  est une des églises paroissiales de la ville de Canet-en-Roussillon, dans le département des Pyrénées-Orientales, en région Languedoc-Roussillon. Ayant supplanté la chapelle Saint-Martin du Château au XIIIe siècle, elle fut reconstruite au XIVe siècle à son emplacement actuel.
L'édifice d'aujourd'hui, majoritairement en brique, est de style gothique, et a fait l'objet d'une campagne de restauration dans les années 1990-2000.

## Historique
L'église Saint-Jacques est mentionnée pour la première fois en 1241. Elle supplante alors l'église Saint-Martin du Château comme église paroissiale. L'édifice se dressait en dehors de l'enceinte du village, à côté du cimetière. Il fut rasé en 1343 par ordre du roi d'Aragon, car trop proche des fortifications. Saint-Martin retrouve alors son rôle paroissial jusqu'au début du XVe siècle : la nouvelle église Saint-Jacques n'est en effet achevée qu'en 1408.
Une œuvre de charité est inaugurée en 1510, comme l'atteste une inscription, encastrée dans la façade actuelle, à droite de la porte. Il s'agit vraisemblablement d'une réfection de l'édifice, voire d'une reconstruction partielle,.
Une deuxième campagne de construction est entreprise au XVIIe siècle. L'église est alors agrandie vers le nord, deux chapelles latérales étant ajoutées à la nef, et la façade restaurée comme l'en atteste la date de 1694 gravée au seuil de la porte d'entrée.
En 1794, la quasi-totalité du mobilier de l'église, en majorité de style baroque, fut brûlé sur la place du village. Privée de mobilier pendant de nombreuses années, c'est finalement à partir des années 1850 que de nouveaux ornements sont installés dans l'église. Une grande campagne de restauration fut menée pendant la période 1891-1896 : rénovation du clocher, de la façade et de la toiture, et pose de la décoration intérieure ; l'en atteste d'ailleurs une inscription, encastrée dans la façade, qui lit « Façade restaurée / 1892 / XAMMA Jques maire ».
En 1906, il est nécessaire de faire intervenir le préfet, les gendarmes et l'armée pour faire face à la foule hostile et, avec l'aide d'un serrurier, entrer dans l'église afin de procéder à l'inventaire du mobilier.
Dans les années 1990 et 2000, une nouvelle campagne de travaux fut lancée, qui a mis en valeur la maçonnerie en brique, dégagée des enduits qui la recouvraient.

## Description
L'édifice, construit en brique, présente la particularité d'être englobé, extérieurement, dans un massif plus ou moins rectangulaire, occultant presque intégralement sa disposition intérieure. Compte tenu des diverses campagnes de construction et de restauration, la datation précise des différentes parties de l'édifice est délicate.
L'église est construite selon un axe nord-sud, le chœur étant au sud, flanqué du clocher. Elle obéit au plan classique du gothique méridional, possédant une nef unique de quatre travées, couverte par une charpente reposant sur des arcs diaphragmes, flanquée de chapelles latérales voûtées sur croisées d'ogives, et donnant sur un chœur pentagonal également couvert d'une croisées d'ogives. La première travée possède une tribune. La clef de la croisée d'ogive du chœur est ornée d'une sculpture représentant saint Jacques.
La façade nord, où se situe l'entrée principale, possède trois inscriptions dignes d'intérêt, qui proviendraient soit de la chapelle Saint-Martin du Château, soit de l'ancienne église Saint-Jacques, rasée au XIVe siècle sur ordre du roi d'Aragon. Elles sont datées respectivement de 1227, 1304 et 1510. La porte est de plus surmontée d'un bas-relief représentant des anges emmenant un défunt aux cieux. Il est attribué à l'atelier du sculpteur Raymond de Bianya, actif dans le premier quart du XIIIe siècle en Roussillon.

## Les cloches
L'église Saint-Jacques de Canet-en-Roussillon est dotée d'un carillon de cinq cloches fondues en 1897 par la fonderie Bollée au Mans. Elles donnent les notes Ré3, Fa3, Sol3, La3 et Do4. Trois d'entre elles (les plus grosses) peuvent sonner à la volée en mode "lancé-franc", les deux plus petites sont fixes et sont uniquement tintées.

## Personnalités
Né le 11 novembre 1758, Joseph Cassanyes est baptisé le 16 novembre dans l'église Saint-Jacques.

## Photographies

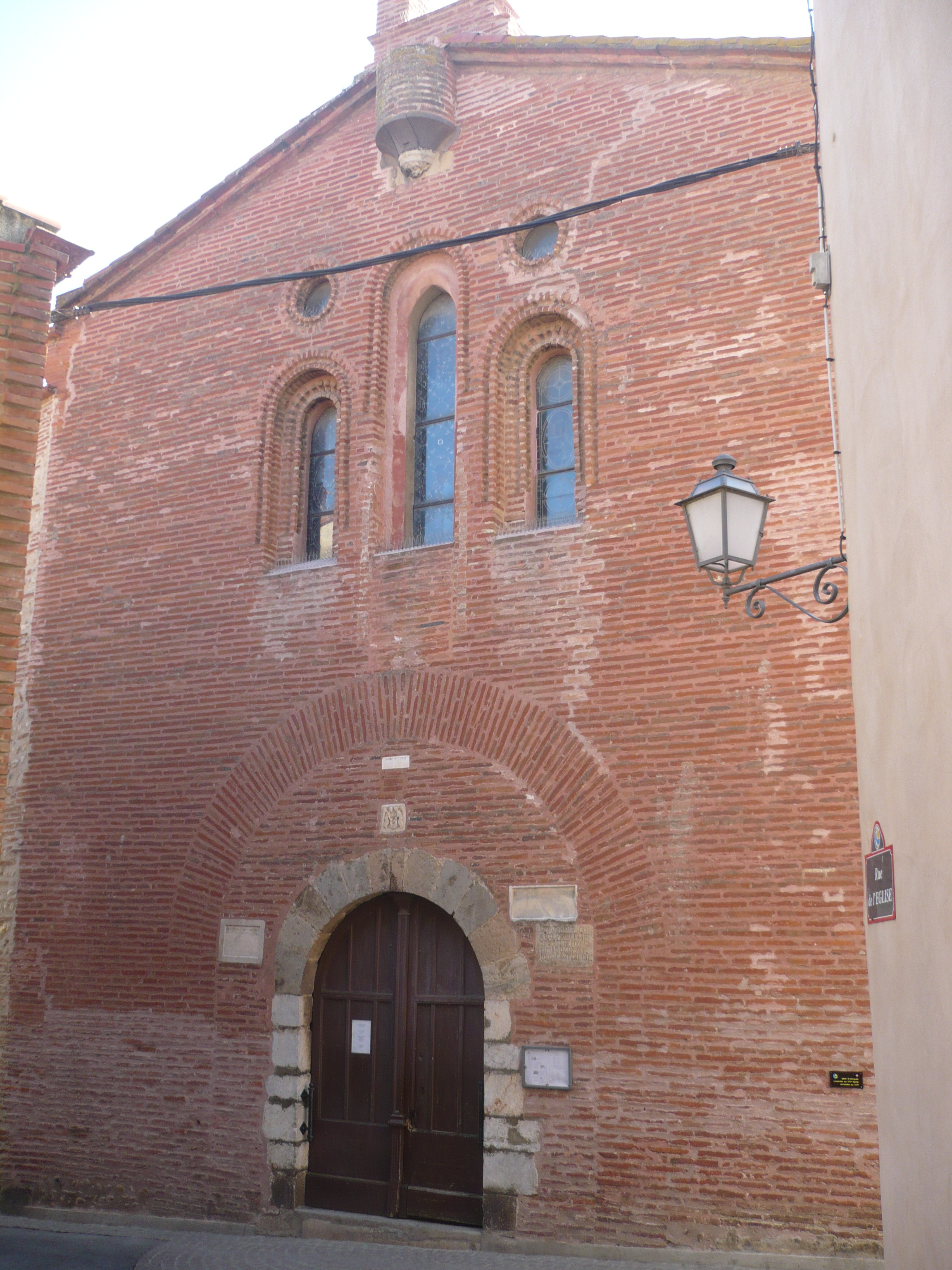
Façade nord
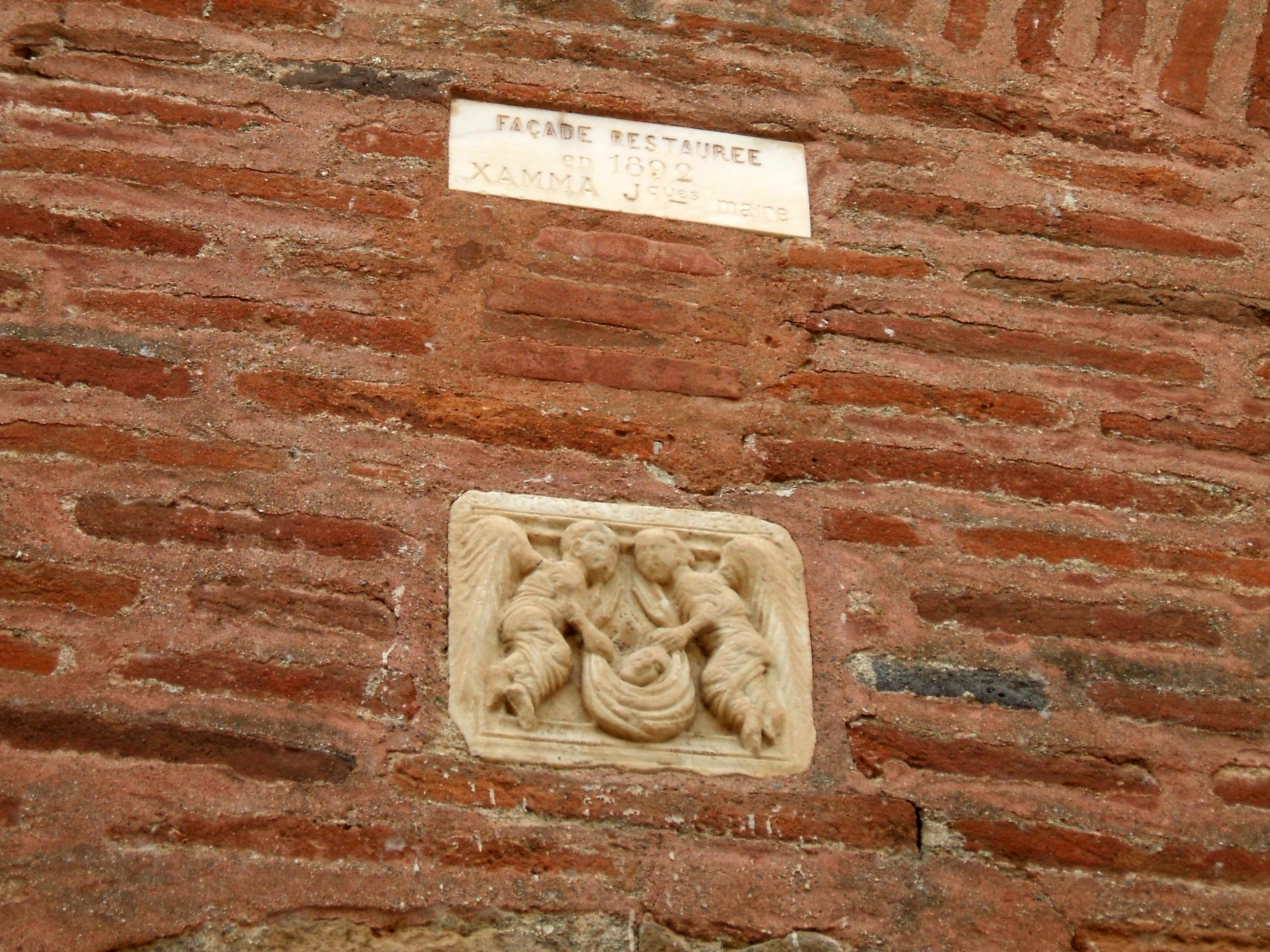
Façade nord : inscription de 1892 portant sur la restauration de la façade, et bas-relief médiéval représentant la montée d'une âme au ciel
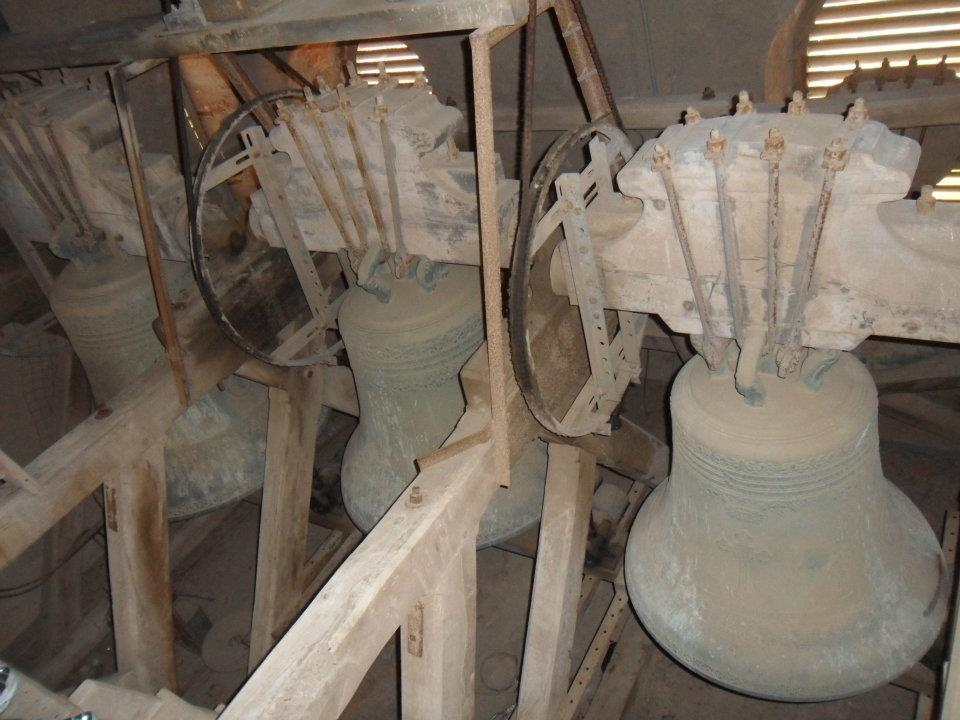
Les cloches de l'église
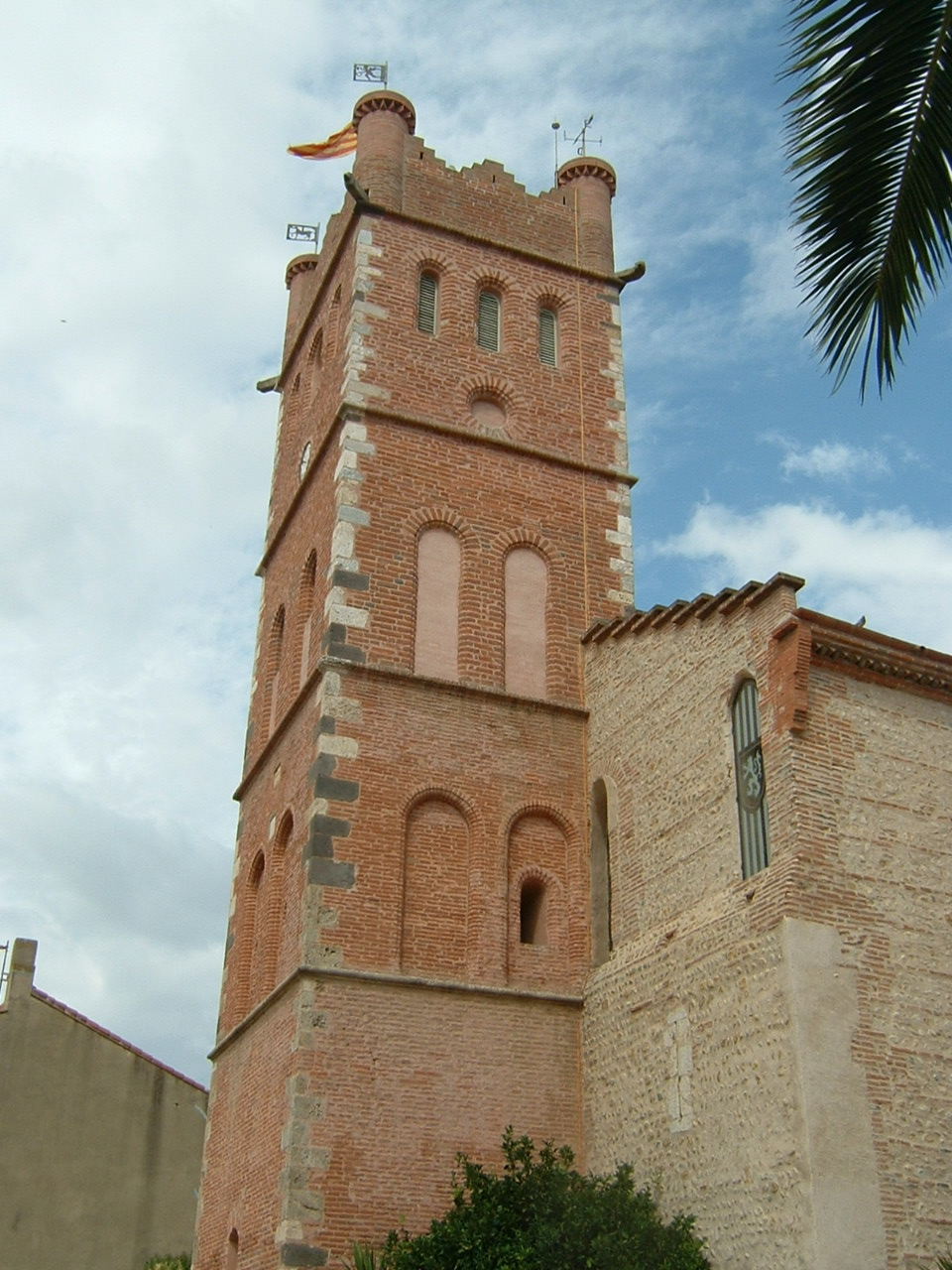
Le clocher